# حصار أوفييدو (1936)
حصار أوفييدو هو حصار جرى خلال الحرب الأهلية الإسبانية التي استمرت من 19 يوليو حتى 16 أكتوبر 1936. أعلنت حامية المدينة بقيادة الكولونيل أنطونيو أراندا ماتا عن تمردها العسكري ضد حكومة الجمهورية، واستمرت في قتالها ضد القوات الموالية للحكومة الجمهورية وبالذات الميليشيات القوية الفعالة، حتى أتاها الدعم من خارج أوفييدو.
بعد بداية الانقلاب في يوليو 1936، كانت هناك العديد من الانتفاضات العسكرية في جميع أنحاء إسبانيا. في هذا السياق انضمت مدينة أوفييدو إلى قوات المتمردين بأمر من رئيس الحامية العقيد أنطونيو أراندا. فحاصرتها ميليشيات التعدين والعمال التي ظلت وفية للجمهورية. وعلى الرغم من الضغط الجمهوري وقصف المدينة بشدة، إلا أن العاصمة الأسترية صمدت لعدة أشهر، حتى 17 أكتوبر 1936 عندما قدمت قوات مدد من المتمردين قادمين من غاليسيا لكسر الحصار الذي أحيط بها وإخضاع المدينة.

## الخلفية

### الوضع العسكري والمؤامرة
شهدت أستورياس وبالذات أوفييدو انتفاضتها الثورية لسنة 1934. ولم تتمكن الوحدات العسكرية المتمركزة في المقاطعة من التعامل مع الثوار، لذا عززت الحكومة الجمهورية الحامية. فأنشأت قيادة عسكرية لأستورياس - منفصلة عن القيادة الثامنة - وتنظيم لواء جبلي مختلط، مقرها أوفييدو، وفوج المشاة «سيمانكاس» رقم 40 متمركز في خيخون، وفصيل مدفعية جبلية متمركزة في أوفييدو. بالإضافة إلى هذه القوات، تمركزت ثماني سرايا من الحرس المدني في أستورياس، مقرها في أوفييدو وخيخون. وسرية من حرس الاقتحام مقرها في أوفييدو - وسريتان من حرس الحدود إحداهما في خيخون. بحلول 18 يوليو 1936، كان لدى المتآمرين في أوفييدو مايقرب من 660 جنديًا وثماني قطع مدفعية و1300 حرس مدني و270 حرس اقتحام و300 حرس حدود. كما كان لديهم احتياطيات كبيرة من الأسلحة والذخيرة.
على رأس هذه القوات كان العقيد أنطونيو أراندا، وعلى الرغم من أنه كان رجلًا عسكريًا مرموقًا وكان له سمعة باعتباره جمهوريًا، إلا أنه لم يكن موثوقًا به عند الجمهوريين لأنه شارك في قمع ثورة أستورياس. وعند اعلان تمرده العسكري ضد الحكومة الجمهورية انضم إليه العقيد أنطونيو بينيلا - رئيس فوج «سيمانكاس» - وكذلك باقي رؤساء الحاميات في المنطقة. ولكنه لم ينل دعم الرئيس المحلي لحرس الاقتحام ولا رئيس حرس الحدود.

### الأيام السابقة
بعد اندلاع انتفاضة الجيش في المحمية المغربية ليلة 17 يوليو، بدأت النقابات والمنظمات العمالية بالاستعداد لمواجهة انتفاضة عسكرية محتملة في المنطقة. واعتقد المتآمرون أن أوفييدو - مركز الثورة الأسترية 1934- ليست مكانًا مناسبًا للثورة، واعتبر أي تمرد محكومًا بالفشل في البداية. وكذلك ظهرت خلافات بين المتآمرين. واشتهر أراندا بأنه ماسوني وليبرالي، لهذا السبب حافظ على علاقات جيدة مع السلطات المحلية، ولكن كان هناك ارتياب الفلانخي منه. وعندما وقعت الانتفاضة أعلن أراندا نفسه مخلصًا للجمهورية وأقنع الحاكم المدني لأوفييدو إيزيدرو لوزين وقادة النقابات بأن الوضع في أستورياس هادئ، مما قلل من نطاق التمرد وتوزيع السلاح بين العمال.
أقنع أراندا السلطات المحلية بما فيه الكفاية بالسماح لـ 4000 من عمال المناجم والتعدين بتنظيم أنفسهم في ميليشيات وأن يتركوا أستورياس إلى أجزاء أخرى من إسبانيا للمشاركة في هذا الصراع. على الرغم من تحفظاته الأولية إلا أنه وافق بالنهاية المطاف بتسليم 200 من حرس الحدود إلى الطابور. وبينما كانت تعبئة الميليشيات العمالية جارية، أعطى أراندا أوامره سرا للحرس المدني وحرس الاقتحام في أستورياس بالتجمع في أوفييدو.. في ليلة 18 يوليو غادر أراندا أوفييدو بسرية لمقابلة العقيد بينيلا في خيخون، ووضع اللمسات الأخيرة على خطط الانتفاضة. واتفقا على إعلان التمرد في وقت واحد في خيخون وأوفييدو، بالإضافة إلى الخطوات التي يجب اتخاذها بعد بدء الانتفاضة. ومع ذلك عاد إلى عاصمة أوفييدو بانطباع سيئ للغاية عن الإجراءات التي كان اتبعها حراس الاقتحام في خيخون وحرس الحدود في أفيليس عندما وقعت الانتفاضة.
على الرغم من كل الصعوبات تمكن المتمردون من الاعتماد على وجود الجنرال جيراردو كاباليرو في أوفييدو. كان هذا قائدًا سابقًا في أستورياس، وكان له دور مهم في القمع ضد عمال المناجم. ولذلك أزاحته حكومة الجمهورية بعد انتخابات فبراير 1936 ونقلته إلى القيادة العامة الخامسة في سرقسطة، بحلول 18 يوليو تمكن من الوصول إلى أوفييدو.

## التمرد

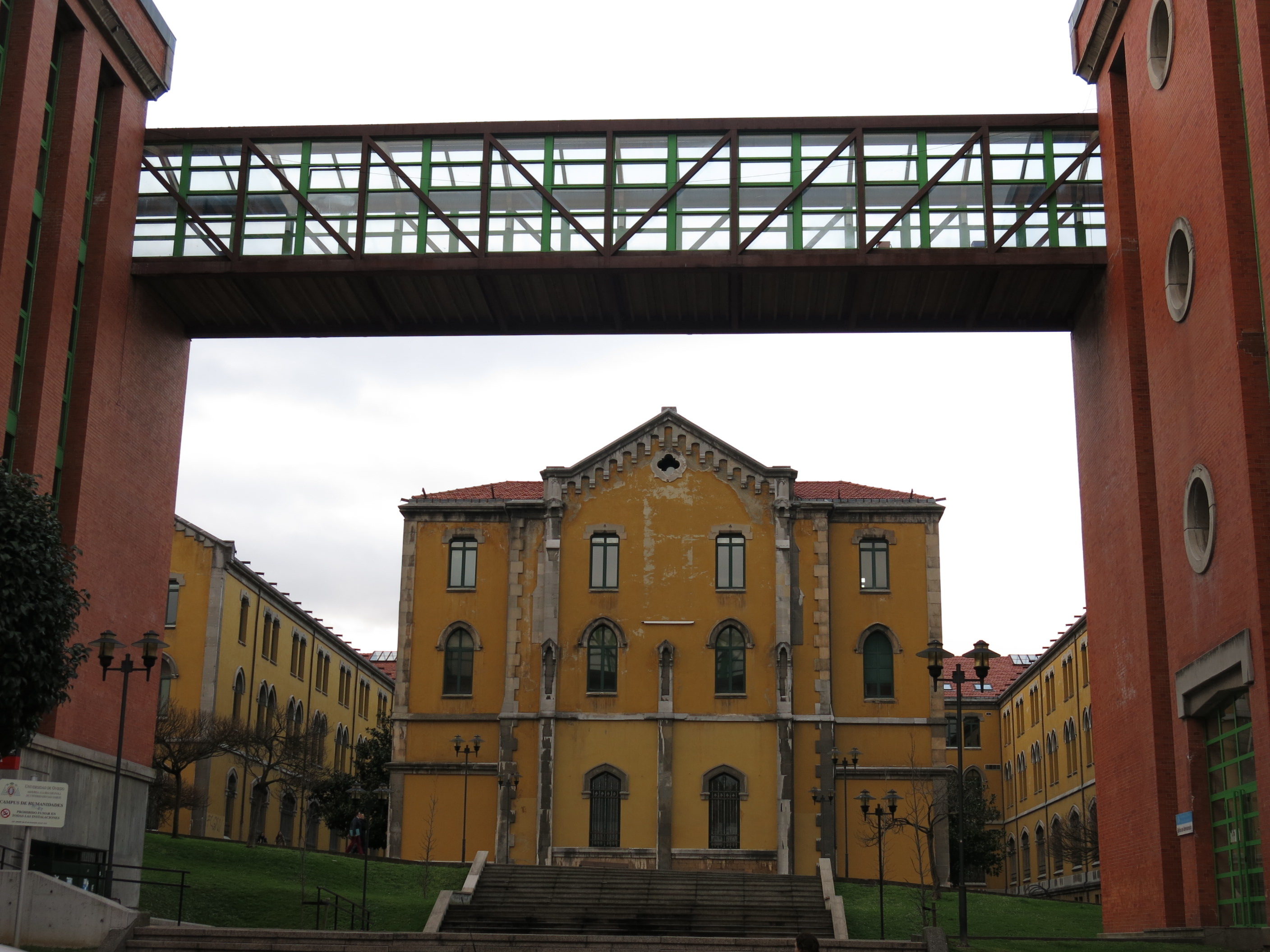
المقر السابق لفوج المشاة «ميلان».

في غضون ذلك استمر المتآمرون في الاستعدادات. بينما غادر أوفييدو طابورين من عمال المناجم في صباح يوم (19 يوليو)، باقتناع أن الوضع في أستورياس هادئ. على الرغم من ذلك لم يسلم أراندا الأسلحة للسكان تحت ذرائع مختلفة. كان الوضع غير مؤكد في جميع أنحاء إسبانيا: وبعدها ثارت حاميات المدن الكبيرة مثل برشلونة وإشبيلية وبلد الوليد وبرغش وبامبلونا. وبعد التحدث مع الجنرال مولا - مدير المؤامرة العسكرية - أعلن أراندا تمرده في الخامسة مساءً. فنال دعما من الحرس المدني والفلانخي ثم اتصل بالعقيد بينيلا قائد خيخون، وأخبره بالانضمام إلى الانتفاضة. تمكن أراندا من السيطرة على المباني الرئيسية والمراكز الحساسة في المدينة. وقامت القوات المتمردة بقتل العمال الذين بقوا في أوفييدو بانتظار استلام الأسلحة. ولم يسيطر المتمردون على الحكومة المدنية في البداية واستمرت في المقاومة حتى استسلامها في الغسق. لم يثور حرس الاقتحام، لذلك كلف أراندا القائد كاباليرو بتولي قيادة حرس الاقتحام. فتمكن القائد كاباليرو على رأس مجموعة من الحرس المدني من السيطرة على ثكنات حرس الاقتحام. التي كان بها مجموعة كبيرة من رجال الميليشيات يقاتلون إلى جانب حرس الاقتحام.
فاجأ التمرد العسكري العديد من الجمهوريين في العاصمة الأسترية - وهو عامل أفاد المتمردين - وتم أسر العديد منهم. واعتقلت فوات أراندا على الحاكم المدني لأوفييدو، بالإضافة إلى العديد من الموظفين المدنيين والنقابيين والسياسيين الموالين للحكومة. وهكذا تمكن أراندا من السيطرة على أوفييدو، على الرغم من أنه لم يجد أي دعم في بقية أستورياس - باستثناء خيخون، حيث تمكن العقيد بينيلا من التمرد. بحلول 21 يوليو بعد ضمان السيطرة على المنطقة الحضرية، تم عزل أوفييدو داخل الأراضي الجمهورية ودون اتصال بالبحر.

## بداية الحصار
تزعم الاشتراكي فرانسيسكو مارتينيز دوتور الميليشيات في أوفييدو، وهو من قدامى المحاربين في ثورة 1934. وكانت قواته التي عادت من البعثة المحبطة إلى ليون لديها المدفعية من مصنع الأسلحة تروبيا. ولم يكن للجمهوريين وحدات نظامية، لذلك كانت قواتهم تتكون بشكل رئيسي من ميليشيات من أحزاب الجبهة الشعبية والنقابات. وفي 20 يوليو فرضت القوات الجمهورية حصارًا على أوفييدو، وحاصرت أيضًا قوات المتمردين في خيخون القريبة من أوفييدو. ففي خيخون احتفظ المتمردون بمواقعهم في ثكنات سيمانكاس حتى 16 أغسطس، وهو الذي منع الجمهوريين من محاصرة أوفييدو بقوة. استمرت المقاومة المتمردة في خيخون حتى 21 أغسطس. وبعدها ركز الجمهوريون جهودهم على العاصمة الأسترية. وفي الحقيقة أن مائتي مدافع أوقفوا عددًا كبيرًا من الميليشيات الجمهورية تعني أنهم كانوا ثابتين خلال الشهر. وهذا يعني أيضا أن الجمهوريين خسروا وقتًا ثمينًا، الوقت الذي استفاد منه أراندا لتنظيم محيطه الدفاعي.
بعد انتهاء العمليات في خيخون أضحت القوات الجمهورية في وضع يمكنها من تعزيز حصار أوفييدو. معظم الميليشيات المهاجمة كانت تتكون من العديد من عمال مناجم المقاطعة. ومع ذلك واجهت قوة الحصار العديد من المشاكل كانت تفتقر إلى المهنية وتلقت القليل من التدريب العسكري، لأن معظم القوات المسلحة قد انضمت إلى الانتفاضة. بالإضافة إلى ذلك كان هناك طابور الإمداد قادما من غاليسيا نحو العاصمة الأسترية، وبسبب العمليات العسكرية في خيخون لم تتمكن القوات الجمهورية من إيجاد قوات كافية لمواجهة هذا التقدم. وهذا جعل من السهل على قوة الإغاثة إحراز تقدم كبير نحو عاصمة المقاطعة. وفي تلك الأثناء لم يكن لدى القوات التي تحاصر أوفييدو المواد ولا المعدات المناسبة لفرض الحصار، باستثناء الديناميت المتوفر لديهم. كما لم تسهل التضاريس عمليات الحصار العسكري. حرص أراندا على احتلال المرتفعات حول أوفييدو لتعزيز الدفاع عن المدينة.
وفي داخل المدينة احتجزت قوات أراندا ما بين 700 و 1000 شخص، العديد منهم زوجات النواب الجمهوريين وقادة النقابات. وأيضا شن قمع قوي ضد جميع هذه منتسبي تلك القطاعات واعتبروا يساريين. سمح أراندا لفرق الفلانخية بالخروج كل ليلة بحثًا عن أشخاص للقبض عليهم، وغالبًا ما تظهر جثث الصباح اليوم التالي في الشوارع.

### تشديد الحصار
تولى قيادة الحصار اثنان من أعضاء النقابات، وهما أوتيرو عامل مناجم اشتراكي وعامل صلب أناركي هيجنيو كاروسيرا. قطع المهاجمون إمدادات المياه منذ البداية. ومع ذلك جعل المدافعون خزان المدينة أحد نقاطهم القوية المدافعة، ومع التقنين كانوا قادرين على تحمل الحصار. على الرغم من جهودهم فإنه لا يمكن استخدام المياه للصرف الصحي. وعرفت أوفييدو بأنها مقر المستودعات لكل أستورياس، وبالتالي كان لدى الحامية والسكان الكثير من الطعام في البداية. ولم يكن هناك قتال يذكر حتى 4 سبتمبر، عندما شن المهاجمون قصف جوي ومدفعي شرس. تم إسقاط ما يقدر بـ 1500 قنبلة على أوفييدو مما أدى إلى قطع شبكات الغاز والكهرباء والهاتف، وتسبب في تعتيم كامل للمدينة. وبعد أربعة أيام وبدعم من المدفعية والطيران، حاولت المليشيات الجمهورية الاستيلاء على أحد المواقع الأمامية للخط الدفاعي. رد المدافعون بوضع عدة قطع مدفعية في موقع مرتفع للعمل كمضادة للطيران. بالإضافة إلى ذلك، فقد تم دعمهم بثلاث دبابات Trubia A-4 من فوج المشاة «ميلان». كانت «Trubia» نسخة إسبانية من دبابة الفرنسية رينو إف تي-17التي كانت ناجحة للغاية في الحرب العظمى. على الرغم من وجود دعم جوي ومدفعي كبير إلا أن المهاجمين ارتدوا بعد معركة استمرت 12 ساعة.
وأسفر القصف العنيف عن مقتل عدد كبير من المدنيين، إلا أن الكثير منهم مات بسبب نقص المياه. كما انضم العديد من الأشخاص كانوا متعاطفين مع الجبهة الشعبية إلى القوات المدافعة عن أوفييدو لأن أحد أفراد الأسرة قتل أو أصيب بجروح بسبب متفجرات المهاجمين. كان هناك خطر دائم من القتال داخل المدينة بين الموالين للجمهورية والمدافعين عن الحصار، لكن تلك المخاوف تبخرت بسرعة حيث كثف المهاجمون القصف وتسببوا في سقوط العديد من الضحايا المدنيين. من مزايا المدافعين أن الكثير من السكان كانوا محايدين سياسياً. قتلت إحدى القنابل من غارة جوية للجبهة الشعبية مالا يقل عن 120 مدنياً معظمهم من الأطفال وكبار السن في 10 سبتمبر. وشدد المهاجمون الحصار أكثر مع دخول سبتمبر. بسبب نقص المياه اللازمة، فتفشى التيفوئيد حاصدا أرواحًا كثيرة، لا سيما الضعفاء من الكبار والصغار. وبغض النظر عن ذلك كانت أوفييدو ملحوظًا خلال الحصار من حيث أن المدافعين لم يعدموا أيًا من السجناء السياسيين الذين احتجزوا في الأسر، والذي كان فريدًا في هذا الوقت من كلا الجانبين في تلك الفترة من الحرب.

### الهجوم الأخير والتحرير
في 4 أكتوبر - قبل يوم من الذكرى الثانية لثورة أستورياس 1934 - شنت ميليشيات الجبهة الشعبية هجومًا واسع النطاق. كان المهاجمون في عجلة من أمرهم لدخول المدينة، بعد تعزيز وحدات من الجيش الأفريقي في رتل الإغاثة القادم من غاليسيا والمتجه نحو العاصمة الأسترية. على الرغم من أن المليشيات الجمهورية عززت الضغط على أوفييدو وتمكنت من تأخير تقدم رتل الإغاثة لمدة أسبوعين، إلا أنه كان على بعد 24 كيلومترًا فقط من وسط أوفييدو. وبحلول ذلك الوقت كان عدد جنود الرتل 19,000 جندي، وتم تعزيزه بكتيبة من الفيلق وثماني طوابير من النظامية. وفقد أراندا فعليا نصف جنوده، وتمكن المهاجمين من احتلال أحد المرتفعات التي تطل على المدينة ففقد أراندا أحد المحاور التي استند إليها دفاعه. واستمر القتال أسبوعًا، فبدأ المتمردون يفقدون نقاط خطهم الدفاعي الواحد تلو الآخر. ثم أمر أراندا قواته بالتخلي عن المحيط الدفاعي وسحب المدافعين إلى داخل المدينة. بحلول ذلك الوقت كانت قواته قد استهلكت حوالي 90٪ من احتياطي الذخيرة. كما استنفدت ذخيرة المدفع الرشاش، فاضطر المدافعون إلى اللجوء إلى القتال اليدوي. فاندلعت حرب شوارع شديدة بين الجانبين. كانت ذخيرة المدافعون انتهت بالكامل عندما تمكن العديد من الطيارين القوميين من إنزال 30,000 طلقة من الذخائر المتنوعة عليهم.

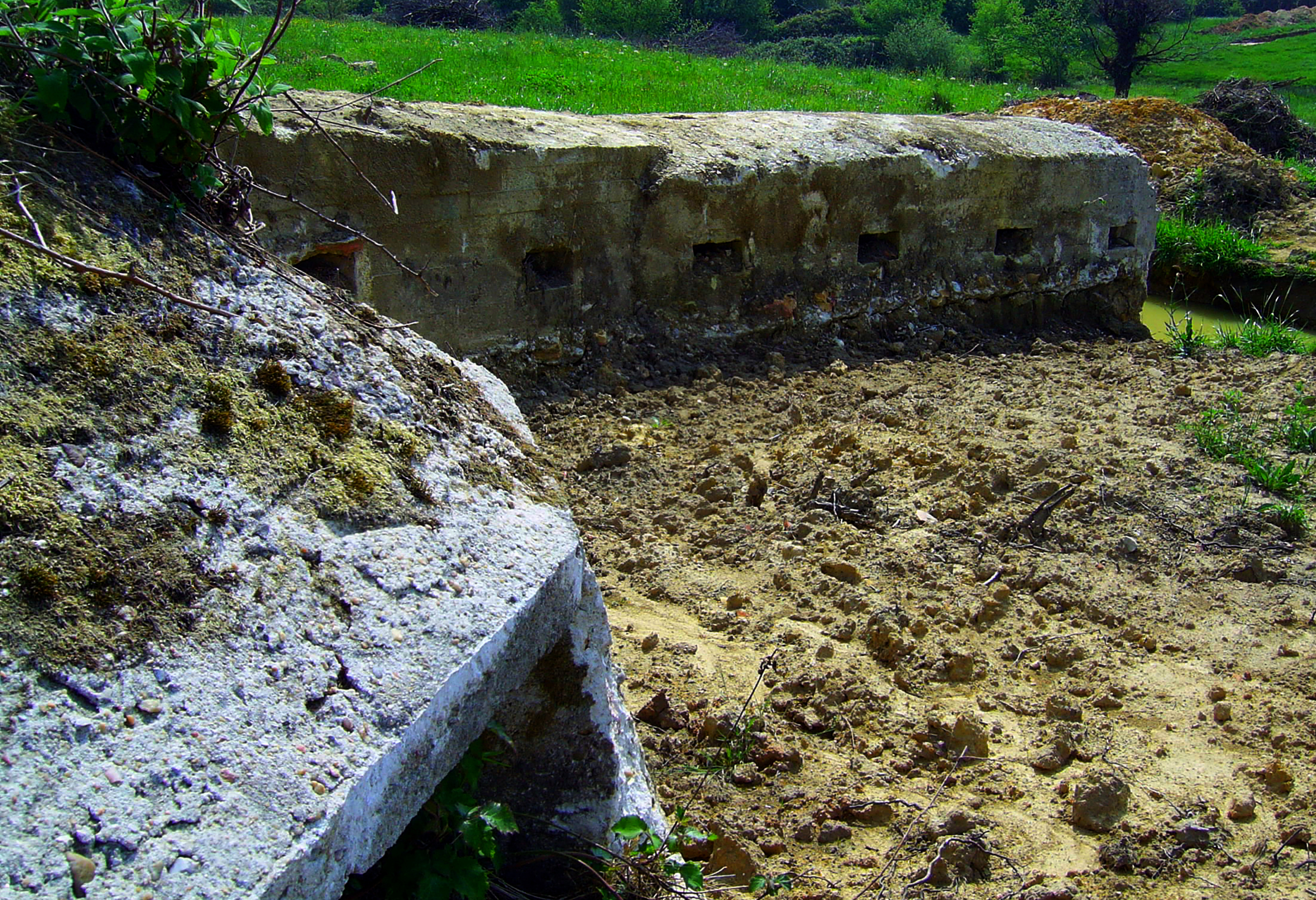
قبو موجود في محيط أوفييدو، أحد أثار الحصار على المدينة.

لم يبق لدى أراندا سوى 500 مدافع وسحبهم إلى وسط المدينة من أجل الوقوف الأخير. بحلول ذلك الوقت استولت الميليشيات الحكومية على آخر محطة للطاقة في أوفييدو، تاركة المدينة بدون كهرباء. فتراجع أراندا إلى ثكنة تقع في وسط المدينة، وراديو يعمل ببطارية السيارة حث المدافعين على «القتال مثل الإسبان حتى النهاية». بعث برسالة إلى رتل الإغاثة القومي من غاليسيا يخبرهم أن قواته قد نفدت ذخيرتها، لكنهم سيقاتلون حتى النهاية. وقد تكبدت الميليشيات الجمهورية خسائر فادحة، قدرت بحوالي 5000 ضحية. كانت الذخيرة قليلة، ولكنهم احرزوا تقدمًا بطيئًا. ثم في يوم 16 أكتوبر مع تعرض المدافعين للإبادة، وصل رتل الإغاثة الجاليكية، فأوقفت ميليشيات الجبهة الشعبية هجومها بعد نفاد الذخيرة، وتراجعت إلى مواقعها في بداية الحصار.

## النتائج
تمكن المتمردون من إنشاء ممر ضيق ولكنه غير مستقر يربط العاصمة الأسترية ببقية الأراضي المتمردة. من حيث المبدأ اختفى الخطر الذي كان يلوح على أوفييدو، على الرغم من أن المدينة ظلت تحت حصار القوات الجمهورية لعدة أشهر أخرى. وحتى نهاية الحرب في الشمال عانت المدينة من العديد من الهجمات الجمهورية التي فشلت في التمدد. أعطى هذا الانتصار أراندا شهرة كبيرة وشعبية في منطقة التمرد. فاستمر في قيادة قطاع أوفييدو لمدة عام آخر، وشارك في العديد من المعارك والحملات العسكرية.